# 高加索民族

高加索地區的族語分布

高加索地區有許多不同的民族居住，分別屬於高加索語系（如喬治亞人）、突厥語系（如亞塞拜然人、土庫曼人），以及印歐語系（如亞美尼亞人、庫德人、俄罗斯人和哥薩克人）。